# Hōrō musuko
Hōrō musuko (放浪息子), ou Wandering Son en anglais, est un manga écrit et illustré par Takako Shimura. Il est prépublié entre novembre 2002 et juillet 2013 dans le magazine Monthly Comic Beam et est compilé en un total de quinze tomes par l'éditeur Enterbrain.
Une adaptation en anime produite par Anime International Company et réalisée par Ei Aoki est diffusée sur Fuji TV entre janvier et avril 2011 au Japon.

## Synopsis
Le manga raconte l'histoire d'une jeune fille transgenre, Shūichi Nitori, et de son ami, Yoshino Takatsuki, qui lui est un garçon transgenre. Les thèmes abordés sont la transidentité, l'identité sexuelle et le début de la puberté.
Au début de l'histoire, Shūichi Nitori est une jeune fille pré-transition en CM1 transférée dans une nouvelle école. Elle devient rapidement ami avec une « fille » de sa classe, Yoshino Takatsuki. Elle apprend que Shūichi aimerait être une fille et lmusukkoui avoue qu'il aimerait être un garçon. Ils deviennent aussi amis avec deux autres filles de sa classe : Saori Chiba and Kanako Sasa. Saori se prend immédiatement d'affection pour Shūichi et l'encourage continuellement à sortir habillée conformément à son genre.
Une fois en CM2, Yoshino se coupe les cheveux court, à la garçonne. Shūichi rencontre un autre « garçon » de son âge mais dans une autre classe, Makoto Ariga, qui est une fille « dans le placard », elle aussi. Shūichi et Yoshino rencontrent une femme transgenre nommée Yuki et vivant avec un homme, Shiina. Ils deviendront amis, et continueront de se rencontrer. Maho, la sœur ainée de Shūichi, devient un modèle et se lie d'amitié avec Maiko, un modèle dont elle est fan, ainsi que d'autres modèles : Tamaki Satō et Anna Suehiro. Elle se trouve aussi un petit ami, Riku Seya. Shūichi confesse son amour à Yoshino, mais celle-ci répond qu'elle ne peut pas lui rendre ses sentiments. Lorsque Saori l'apprend, elle avoue à Shūichi qu'elle l'aime, mais elle aussi ne peut pas retourner ses sentiments. Il en résulte une brouille entre les amis alors qu'ils se préparent à entrer au collège.
Ils y rencontrent une fille excentrique, Chizuru Sarashina, qui se lie d'amitié avec eux et son amie, Momoko Shirai, qui au contraire ne s'entend pas bien avec eux, et spécialement avec Saori. Shūichi sort alors avec Anna, à la grande surprise de ses amis et de sa sœur.
Au passage en 5e, Shūichi et ses amis sont séparés dans différentes classes. Shūichi devient amie avec Shinpei Doi, qui la taquinait auparavant sur son « envie de devenir une fille ». Yoshino se laisse pousser les cheveux et va à l'école avec un uniforme de garçon pendant quelque temps. Shūichi tente d'aller à l'école habillée en fille, mais elle devient la risée de l'école, ce qui la décourage et elle arrête l'école pendant un moment.
En 4e, Shūichi commence à muer et à grandir, ce qui l'inquiète. Après un voyage à Kyoto et Nara, Shūichi et ses amis commencent à penser à leurs parcours scolaires pour le lycée.

## Personnages
Shūichi Nitori (二鳥修一, Nitori Shūichi)
Seiyū (anime) : Kōsuke Hatakeyama
Yoshino Takatsuki (高槻よしの, Takatsuki Yoshino)
Seiyū (anime) : Asami Seto
Shaori Chiba
Ancienne amie de Yoshino, maintenant elle la déteste et est amoureuse de Shūichi.

## Manga

### Liste des volumes
| no | Japonais          | Japonais          |
| no | Date de sortie    | ISBN              |
| --- | ----------------- | ----------------- |
| 1 | 25 juillet 2003   | 978-4-7577-1522-6 |
| Liste des chapitres : 1. I Am a Girl (ぼくは、おんなのこ, Boku wa, Onna no Ko) 2. Forever a Wandering Son (放浪息子はどこまでも, Hōrō Musuko wa Doko Made mo) 3. Oscar and André (オスカルとアンドレ, Osukaru to Andore) 4. Wandering Daughter (放浪娘, Hōrō Musume) 5. Nitori-kun's Birthday (ニトリくんの誕生日, Nitori-kun no Tanjōbi) 6. Words of a Friend (お友達のお言葉, Otomodachi no Okotoba) 7. Takatsuki-san's Misfortune (高槻さんの災難, Takatsuki-san no Sainan) 8. Everything I Want (ほしいもの ぜんぶ, Hoshii Mono Zenbu) |                   |                   |
| 2 | 26 mai 2004       | 978-4-7577-1805-0 |
| Liste des chapitres : 9. Love and a Hairpiece (ラブ&ヘアピース, Rabu & Heapīsu) 10. Hopes and Dreams (夢とか希望とか, Yume toka Kibō toka) 11. You Poor Child (かわいそうな子, Kawaisō na Ko) 12. Girl Under Stress (こらえる少女, Koraeru Shōjo) 13. Grade School Student Diary (小学生日記, Shōgakusei Nikki) 14. A Strange Pair (おかしなふたり, Okashi na Futari) 15. School Trip - The Night Before (修学旅行·前夜, Shūgakuryokō Zenya) 16. School Trip - Day 1 (修学旅行·1日目, Shūgakuryokō Ichinichi Me) 17. School Trip - Day 2 (修学旅行·2日目, Shūgakuryokō Futsuka Me) |                   |                   |
| 3 | 25 décembre 2004  | 978-4-7577-2091-6 |
| Liste des chapitres : 18. Together with Big Sis (お姉ちゃんと一緒, Onee-chan to Issho) 19. A Hectic Day (めまぐるしい日, Memagurushii Hi) 20. Half in Frenzy (半狂乱, Hankyōran) 21. A New Friend (新しいお友達, Atarashii Otomodachi) 22. A Date on Sunday (日曜日はデート, Nichiyōbi wa Dēto) 23. Yoshino Takatsuki's Determination (タカツキヨシノサンノケツイ, Takatsuki Yoshino-san no Ketsui) 24. It Keeps Getting Weirder (どんどん変に……, Dondon Hen ni……) 25. Everyone's Song (みんなのうた, Minna no Uta) |                   |                   |
| 4 | 31 août 2005      | 978-4-7577-2402-0 |
| Liste des chapitres : 26. Sister's Love (おねえちゃんの恋, Onee-chan no Koi) 27. Grieving Young Princess (嘆きの姫君, Nageki no Himegimi) 28. Romantic Elopement (ロマンティック逃避行, Romantikku Tōhikō) 29. Kiss Riot (キス騒動, Kisu Sōdō) 30. Even Though It's Not Even Spring (春でもないのに, Haru de mo Nai no ni) 31. Confession (告白, Kokuhaku) 32. Riven Again (亀裂ふたたび, Kiretsu Futatabi) 33. Ah, Junior High Students (ああ、中学生, Aa, Chūgakusei) |                   |                   |
| 5 | 26 juin 2006      | 978-4-7577-2825-7 |
| Liste des chapitres : 34. The Mysterious Sarashina-san (不思議な更科さん, Fushigi na Sarashina-san) 35. Refreshing Class 3 (さわやか3組, Sawayaka Sangumi) 36. Class Getting Along (なかよし学級, Nakayoshi Gakkyū) 37. Beautiful Monday (ビューティフルマンデー, Byūtifuru Mandē) 38. Teacher Loves Mystery (先生はミステリーがお好き, Sensei wa Misuterī ga Osuki) 39. Girl Rehearsal Practice (女の子予行演習, Onna no Ko Yokōenshū) 40. The Door into Summer (夏への扉, Natsu e no Tobira) 41. Revival (再燃, Sainen) |                   |                   |
| 6 | 26 février 2007   | 978-4-7577-3352-7 |
| Liste des chapitres : 42. The Beginning of Summer Vacation (夏休みのはじまり, Natsuyasumi no Hajimari) 43. Around the Middle of Summer Vacation (夏休みのなかごろ, Natsuyasumi no Nakagoro) 44. The End of Summer Vacation (夏休みのおわり, Natsuyasumi no Owari) 45. Preparations for the Banquet (1) (宴の支度(1), Utage no Shitaku (1)) 46. Preparations for the Banquet (2) (宴の支度(2), Utage no Shitaku (2)) 47. Preparations for the Banquet (3) (宴の支度(3), Utage no Shitaku (3)) 48. It's the Festival! Everyone Assemble!! (first part) (お祭りだよ! 全員集合!!(前編), Omatsuri da yo! Zen'in Shūgō!! (zenpen)) 49. It's the Festival! Everyone Assemble!! (last part) (お祭りだよ! 全員集合!!(後編), Omatsuri da yo! Zen'in Shūgō!! (kōhen)) |                   |                   |
| 7 | 25 décembre 2007  | 978-4-7577-3928-4 |
| Liste des chapitres : 50. Mako's Feelings (マコのきもち, Mako no Kimochi) 51. A Maiden's Wish (乙女の祈り, Otome no Inori) 52. Yoshino's Pleasant Prayer (よしのはご機嫌ななめ, Yoshino wa Gokigen na Name) 53. Secretive Nitori-kun (ひみつのにとりくん, Himitsu no Nitori-kun) 54. Ripple (波紋, Hamon) 55. Clear Up the Snow? (雪解け?, Yukidoke?) 56. Go Skiing With Me (first part) (私をスキーに連れてって(前編), Watashi o Sukī ni Tsuretette (zenpen)) 57. Go Skiing With Me (last part) (私をスキーに連れてって(後編), Watashi o Sukī ni Tsuretette (kōhen)) |                   |                   |
| 8 | 25 octobre 2008   | 978-4-7577-4499-8 |
| Liste des chapitres : 58. Spring (春, Haru) 59. The Opposite of Like (スキの反対, Suki no Hantai) 60. Sister Approval (おねえちゃん検定, Onee-chan Kentei) 61. Swaying (ゆれる, Yureru) 62. Singing Spirit (うた魂, Uta Tamashii) 63. The Morning of Setting Off (旅立ちの朝, Tabidachi no Asa) 64. Weir (堰, Seki) 65. Break Down (決壊, Kekkai) |                   |                   |
| 9 | 25 juillet 2009   | 978-4-7577-4995-5 |
| Liste des chapitres : 66. Long Day (長い一日, Nagai Ichinichi) 67. Too Late (あとのまつり, Ato no Matsuri) 68. A License for Kindness (やさしさライセンス, Yasashisa Raisensu) 69. Puberty (思春期, Shishunki) 70. Catch Me If You Can (手のなるほうへ, Te no Naru Hō e) 71. Going Around in Circles (どうどうめぐり, Dōdō Meguri) 72. Flood of Visitors (千客万来, Senkyakubanrai) 73. Transient Boys and Girls (放浪少年少女, Hōrō Shōnen Shōjo) |                   |                   |
| 10 | 25 mars 2010      | 978-4-0472-6412-0 |
| Liste des chapitres : 74. The First Step (はじめの一歩, Hajime no Ippo) 75. Summer Vacation (なつやすみ, Natsuyasumi) 76. Grate (軋み, Kishimi) 77. Ripple (波紋, Hamon) 78. Mako's Love (マコの恋, Mako no Koi) 79. Doi-kun (土居くん) 80. Plus Minus (プラス マイナス, Purasu Mainasu) 81. Glass Generation (ガラスのジェネレーション, Garasu no Jenerēshon) 82. Love Me, Please Love Me |                   |                   |
| 11 | 24 décembre 2010  | 978-4-0472-6940-8 |
| Liste des chapitres : 83. First Storm of Spring (春一番, Haruichiban) 84. Sprout (萌芽, Hōga) 85. Passing By (すれちがい, Surechigai) 86. A Field Trip for Everyone 1 (みんなの修学旅行・1, Minna no Shūgaku Ryokō 1) 87. A Field Trip for Everyone 2 (みんなの修学旅行・2, Minna no Shūgaku Ryokō 2) 88. Everyone Future Wishes (みんなの進路希望, Minna no Shinro Kibō) 89. To Each Their Own (それぞれの, Sorezore no) 90. Stylish Connections (おしゃれカンケイ, Oshare Kankei) 91. An Exciting Idea (高鳴るアイデア, Takanaru Aidea) |                   |                   |
| 12 | 24 septembre 2011 | 978-4-04-727529-4 |
| Liste des chapitres : 92. Kindred Spirit (心の友, Kokoro no Tomo) 93. On a Holy Night (聖なる夜に, Seinaru Yoruni) 94. Season of the Cherry Blossoms (桜の季節, Sakura no Kisetsu) 95. Spring Still Isn't Here? (Haru wa Mada ka, 春はまだか) 96. Tyltyl and Mytyl (Chiruchiru Michiru, チルチルミチル) 97. A New World (新世界, Shin Sekai) 98. Debut (デビュー, Debyū) 99. Bewildered (五里霧中, Gorimuchū) |                   |                   |
| 13 | 25 mai 2012       | 978-4-04-728068-7 |
| 100. Spiral Outline (らせんの素描, Rasen no Sobyō) 101. The Calm Before the Storm (嵐の前の静けさ, Arashi no Mae no Shizukesa) 102. Superficial Knowledge (一知半解, Itchi Hankai) 103. Mii-tan's Father 1 (みいたんのおとうさん・1, Mii-tan no Otōsan 1) 104. Mii-tan's Father 2 (みいたんのおとうさん・2, Mii-tan no Otōsan 2) 105. Mind Game (マインドゲーム, Maindo Gēmu) 106. Things That I Whisper (ささめきこと, Sasameki Koto) 107. Positive Dance (ポジティブダンス, Pojitibu Dansu) |                   |                   |
| 14 | 25 février 2013   | 978-4-04-728696-2 |
| Liste des chapitres : 108. Dizzy Girl (フラフラガール, Furafura Gāru) 109. Growing Up (グローイング・アップ, Gurōingu Appu) 110. Unbalanced (アンバランス, Anbaransu) 111. Sprout (めばえ, Mebae) 112. Mako's Adventure (マコの冒険, Mako no Bōken) 113. Steadfast Mako (しっかりマコ, Shikkari Mako) 114. The Enjoyment of Delicacy (デリケートに好きして, Derikēto ni Suki Shite) 115. Love, Excitement and a Kiss (スキトキメキトキス, Suki Tokimeki to Kisu) |                   |                   |
| 15 | 28 août 2013      | 978-4-04-729101-0 |
| Liste des chapitres : 116. Heart Pattern (心もよう, Kokoro Moyō) 117. Diary of the Future (未来日記, Mirai Nikki) 118. Snowdrop (スノードロップ, Sunōdoroppu) 119. A Dreaming Girl" (夢見る女の子, Yumemiru Onna no Ko) 120. The First Voice" (はじめての声, Hajimete no Koe) 121. Awakening of Love" (恋心, Koigokoro) 122. My Life in Pink" (ぼくのバラ色の人生, Boku no Barairo no Jinsei) 123. For You |                   |                   |

## Anime

### Fiche technique
- Réalisateur : Ei Aoki
- Scénario : Mari Okada

Logo japonais de l'anime Hōrō Musuko

- Animateur en chef : Ryūichi Makino
- Animation : Anime International Company, Aniplex
- Nombre d’épisodes : 12
- Date de première diffusion :
  -  Japon : 14 janvier 2011

### Liste des épisodes
L'anime reprend l'histoire du manga à partir de l'entrée au collège de Shūichi et ses amis (tome 5). Mais des flashbacks et des références ou allusions permettent tout de même de suivre l'histoire sans avoir lu le manga.
| No    | Titre français                                                                  | Titre japonais                                                       | Titre japonais                                                   | Date de 1re diffusion |
| No    | Titre français                                                                  | Kanji                                                                | Rōmaji                                                           | Date de 1re diffusion |
| ----- | ------------------------------------------------------------------------------- | -------------------------------------------------------------------- | ---------------------------------------------------------------- | --------------------- |
| 01    | En quoi sont les petites filles ? ~Les roses sont rouges, les violettes bleues~ | おんなのこって、なんでできてる？ ～Roses are red, violets are blue～ | Onna no Kotte, Nande Dekiteru? ~Roses are red, violets are blue~ | 13 janvier 2011       |
| 02    | Haine, haine, mépris ~Pleure bébé, pleure~                                      | きらい きらい 大嫌い ～Cry baby cry～                                | Kirai, Kirai, Daikirai ~Cry baby cry~                            | 20 janvier 2011       |
| 03    | Roméo et Juliette ~Juliet and Romeo~                                            | ロミオとジュリエット ～Juliet and romeo～                            | Romio to Jurietto ~Juliet and romeo~                             | 27 janvier 2011       |
| 04    | Je te donne mon nom ~The sound of Your Name~                                    | 私の名前をあげる ～The sound of Your Name～                          | Watashi no Namae o Ageru ~The sound of Your Name~                | 3 février 2011        |
| 05    | La fin de l'été ~Long, long shadow~                                             | 夏のおわりに ～Long, long shadow～                                   | Natsu no Owarini ~Long, long shadow~                             | 17 février 2011       |
| 06    | Festival culturel ~Dream of butterfly~                                          | 文化祭 ～Dream of butterfly～                                        | Bunkasai ~Dream of butterfly~                                    | 24 février 2011       |
| 07    | Les joues roses ~Growing pains~                                                 | 薔薇色の頬 ～Growing pains～                                         | Barairo no Hoho ~Growing pains~                                  | 3 mars 2011           |
| 08    | Printemps ~Brand new me~                                                        | 春 ～Brand new me～                                                  | Haru ~Brand new me~                                              | 10 mars 2011          |
| 09    | Une petite amie cool ~Green eye~                                                | かっこいい彼女 ～Green eye～                                         | Kakkoii Kanojo ~Green eye~                                       | 17 mars 2011          |
| 10+11 | 10+11 ~Better half~                                                             | 10+11 ～Better half～                                                | 10+11 ~Better half~                                              | 24 mars 2011          |
| 10    | Ils ne se moquaient que de moi ~Black sheep~                                    | ぼくだけ笑われた ～Black sheep～                                     | Boku Dake Warawareta ~Black sheep~                               | 24 août 2011          |
| 11    | Confession ~Each season~                                                        | 告白 ～Each season～                                                 | Kokuhaku ~Each Season~                                           | 21 septembre 2011     |
| 12    | Pour toujours un fils errant ~Wandering son's progress~                         | 放浪息子はどこまでも ～Wandering son's progress～                    | Hōrō Musuko wa Doko Mademo ~Wandering son's progress~            | 31 mars 2011          |

### Musique
- Générique de début : « Itsu datte » (いつだって。?) par Daisuke.
- Générique de fin : « For You » par Rie fu.
- À la fin du premier épisode, on peut entendre le « Clair de Lune » de Debussy.